# Valéry (prénom)
Pour les articles homonymes, voir Valéry.
Cette page présente le prénom Valéry ainsi que ses variantes.
Valéry ou Valery est un prénom d'origine germanique, Walaric, la phonétique et l'orthographe avec « é » est issue d'une confusion avec Valerius, nom latin ayant donné Valère.
Le prénom russe Valery ou Valeri est issu du latin Valerius.
Le nom se porte en référence à :
- Saint Valery de Leuconay ou Valéry ( Walaricus en latin d'église) (+ 619), abbé en baie de Somme (fête le 1er avril[1]).
- Saint Valéric de Bernage ou Vaury / Vaulry ( Walaricus en latin d'église) (+ vers 620) (fête le 10 janvier[2]).
- Saint Valère, (également appelé Saint-Vallier, Valerius en latin d'église), martyr au IIIe siècle.

## Personnalités portant ce prénom
- Valeri Afanassiev, pianiste et romancier russe.
- Valéry Giscard d'Estaing, ancien Président de la République française.
- Valéry Grancher, artiste français.
- Valery Guerguiev, chef d'orchestre russe d'origine ossète.
- Valery Larbaud, écrivain français
- Valéry Mezague, footballeur camerounais.
- Valery Sigalevitch, pianiste russe.

- Pour l'ensemble des articles sur les personnes portant ce prénom, consulter :
  - la liste des articles dont le titre commence par ce prénom
  - les listes produites par Wikidata : Liste des personnes de prénom « Valéry » — même liste en incluant les éventuels prénoms composés qui contiennent « Valéry ».

## Variantes étrangères deWalaricus
- Italien: Valerico
- Anglais: Walric
- Allemand: Walaricus ou Walarich